# Kadré Désiré Ouédraogo
Kadré Désiré Ouédraogo (Boussouma, 31 dicembre 1953) è un diplomatico e politico burkinabé.
È stato Primo ministro e ministro del Burkina Faso ed è presidente della Commissione della Comunità economica degli Stati dell'Africa occidentale dal 18 febbraio 2012.

## Biografia
Tra il 1985 ed il 1993 Ouedraogo fu vice segretario esecutivo della Comunità economica degli Stati dell'Africa occidentale, incaricato degli affari economici. Nel 1993 fu nominato vice governatore della Banca centrale degli stati dell'Africa occidentale a Dakar.
Nel 1996 Ouedraogo fu nominato primo ministro del Burkina Faso e ministro dell'economia e delle finanze. Nel 1997 fu eletto membro del parlamento e lasciò l'incarico di ministro dell'economia e delle finanze. Rimase primo ministro fino al 2000.
Tra il 2000 e il 2012 Ouedraogo è stato ambasciatore del Burkina Faso in Belgio, Paesi Bassi e nel Regno Unito e rappresentante permanente presso l'Unione europea.
Il 17 febbraio 2012 è stato nominato presidente della Commissione della Comunità economica degli Stati dell'Africa occidentale ed ha assunto la carica il 1º marzo. Il mandato ha una durata prevista di quattro anni.

## Onorificenze
- Grand'ufficiale dell'ordine nazionale del Burkina Faso, 1996[2].

## Curiosità
- Ouedraogo parla correntemente inglese e francese e legge lo spagnolo[2].